# Cmentarz Újezdski
Cmentarz Újezdski (czes. Újezdský hřbitov) – cmentarz położony w stolicy Czech w dzielnicy Praga 21 (Újezd nad Lesy) przy ulicy Zaříčanskiej.

## Historia
Dawny Cmentarz Újezdski otaczał nieistniejący obecnie kościół św. Bartłomieja, który został zburzony w 1807. Obecna nekropolia powstała w 1940, upamiętnia to napis na budynku bramnym. W środkowej części cmentarza znajduje się drewniany krzyż, a na prawo od niego pomnik poświęcony ofiarom obu wojen światowych. Po przeciwnej stronie znajduje się najstarsza część grzebalna, a w południowej i wschodniej części wybudowano kolumbaria.

### Historia kościoła św. Bartłomieja
Świątynia była wymieniana w kronikach z XIV wieku, podczas wojny trzydziestoletniej wieś została całkowicie zniszczona i ponownie skolonizowana. Powstała wówczas zabudowa zlokalizowana wzdłuż drogi do wsi Koloděje, pod koniec XVIII wieku parafię przeniesiono do wsi Uhříněves. Niszczejący kościół rozebrano w 1807, zaprzestano wówczas pochówków. Funkcję grzebalną przejął cmentarz, który powstał wokół kościoła Krzyża Świętego w Kolodějach. Teren po dawnej świątyni został sprzedany, a wiele lat później wybudowano w tym miejscu dom. Znalezione szczątki i pozostałości pomników przeniesiono na Cmentarz Kolodějski. Podobno część materiałów budowlanych z rozbieranej świątyni użyto do budowy kościoła w Kolodějach, znajduje się tam przeniesiony podczas rozbiórki obraz św. Bartłomieja z 1486.